# 篠原敬介
篠原 敬介（しのはら けいすけ、1959年6月12日 - 2011年8月17日）は、東京都杉並区出身の日本の作曲家、編曲家、指揮者、音楽プロデューサー。

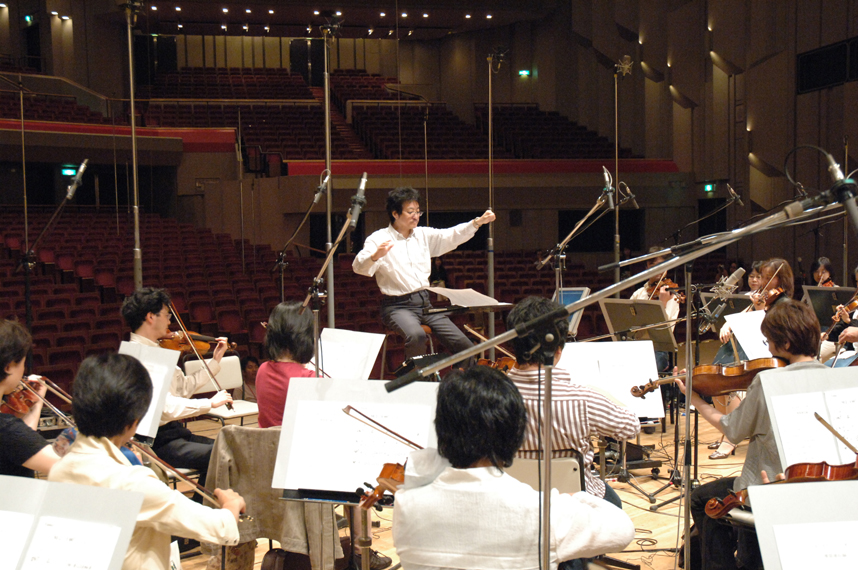
篠原敬介、NHKホールにて©亀田公広撮影

## 略歴
東京音楽大学付属高等学校を経て1982年に東京音楽大学（音楽学部器楽科）卒業。テューバを田中真輔に師事、作曲を浦田健次郎に師事、その後、ラトローブ大学、ビクトリア芸術大学に留学。作曲をクリーブ・ライスターに師事。留学中から作曲活動を始め、1985年に帰国後は三枝成彰音楽事務所に所属。
1988年に独立し、篠原音楽事務所を設立。1991年に音楽担当した『NHKスペシャル・アインシュタインロマン』シリーズで脚光を浴び、以後NHKスペシャルやTV、アニメ、映画、舞台などの音楽を数多く作曲した。
国内のオーケストラは勿論チェコ・フィルハーモニー管弦楽団やロンドン交響楽団など、海外のオーケストラとの共演も多く、ウラディーミル・アシュケナージを始め指揮者・ソリストからの信任も厚かった。
アシュケナージは自らピアニスト、音楽アドバイザーとして参加した劇場映画「ピアノの森」の音楽作曲者に篠原を指名し、作曲されたテーマ曲Forest of the pianoやオリジナルサウンドトラックを絶賛した。
2010年には世の中の究極に美しい旋律を極上の作曲、編曲、極上の演奏で聞かせるCDシリーズGOKUSEN-極旋-(ミューズエンターティンメントMEPL-0102、ソニーダイレクト企画制作)を全国リリースしジャンルに拘らずエンニオ・モリコーネ、やフォーレ、ドビュッシー、ラフマニノフ、井上陽水、さだまさし、などの美しいメロデイを庄司知史の秀逸なオーボエと美しい室内合奏団と言う組み合わせで聞かせた。
篠原は近未来映像システム、NHK放送技術研究所開発のスーパーハイビジョン22.2chサラウンドに並々ならぬ創作意欲を示し、冒険的作品として、愛知万博作品（グローバルハウス）、や横浜港150年記念の開国博Y150の映像作品の音楽を、大編成のオーケストラと合唱団と言う組み合わせなどで発表した。
2011年8月17日 心不全のため急逝（享年52）。

## 生前のエピソード
- 子供の頃の夢はパイロットか動物学者になることで、とりわけ動物行動学にのめり込み、コンラッド・ローレンツの著作を読み漁っていた時期もあった。作品の中にも時々、野生動物を表現した分部が見られる。「NHK世界自然遺産を行く」のテーマ曲ではクジラの求愛の声をテーマ曲の冒頭に取り入れ話題となった。
- 動物好きのエピソードは多いが、篠原が外出すると多くの野鳥が集まってきて手や肩先にとまるほどになついていたのを弟子が目撃している。乗馬が趣味で、愛馬の「ライト」に乗っていた。愛犬のジャーマンシェパード「ジェス」は18年以上生き、表彰を受けた。
- 馬が走るのを見ることが好きで、競馬にもよく行っていた。熱くなり大枚をすっているのを目撃されている。
- 大の航空マニアで、上空を飛ぶ機影を見ただけで機種を言い当てる特技があった。自身も小型機（セスナ172Rやパイパー機など単発固定翼）を操縦し、上空で着想した楽曲も多かった。篠原敬介、パイパーコクピット内にて

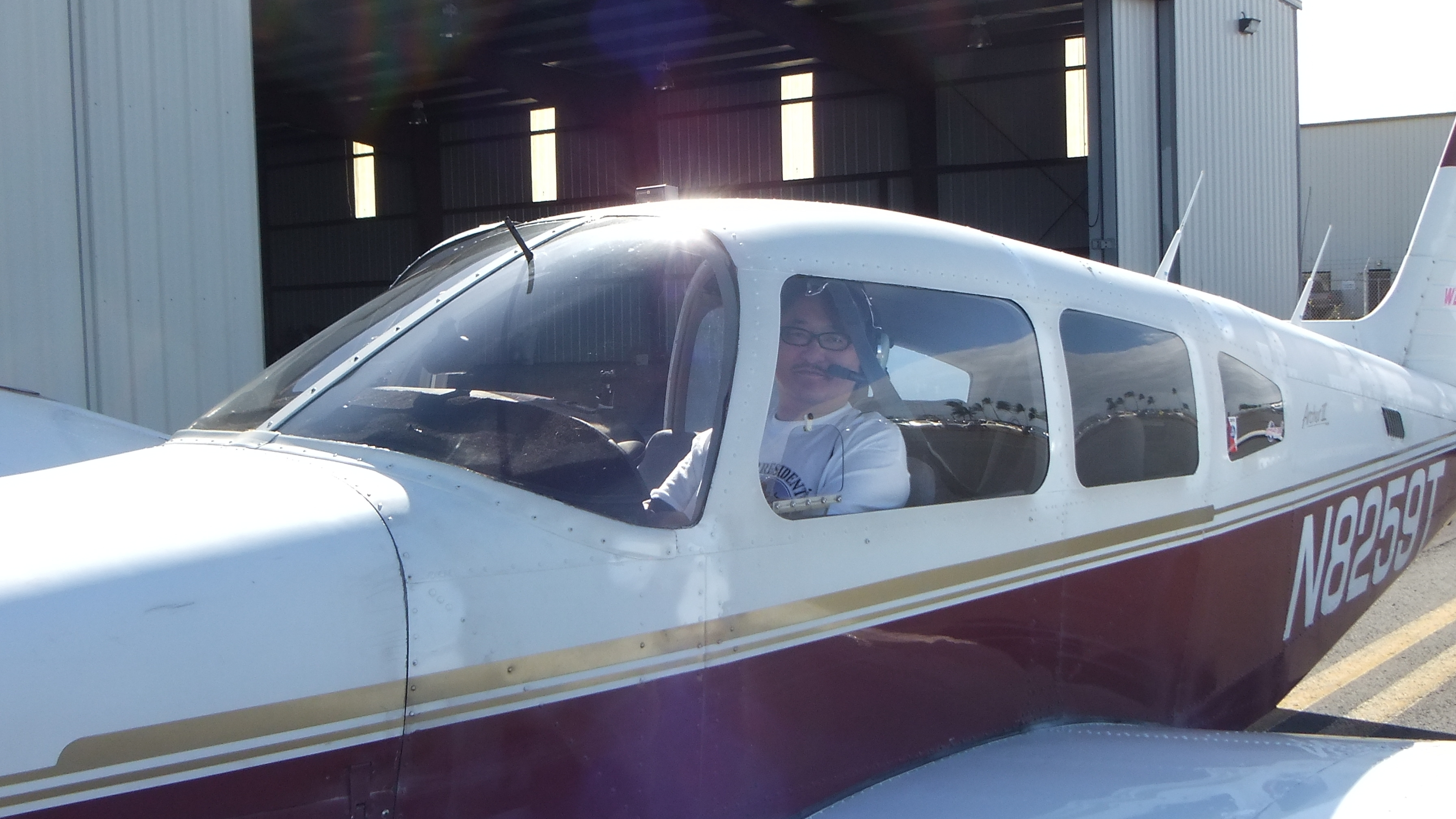
篠原敬介、パイパーコクピット内にて

- 絵画はプロ級の腕前で、和音の響きを色彩感覚で捉えていた。
- 老後はニュージーランドでライフワークの音楽を作りながら、野生動物に囲まれて生活することを夢見て計画していた。
- 徹夜続きで疲労困憊になると弟子に「もう音楽やめてラーメン屋に転向しようか」と冗談でよくぼやいていた。
- イギリスの伝統文化や国民性に深い愛情と理解を持っていた。
- 人類学、考古学、民俗学、文学など文化全般に強い興味を持っていた。海外に行くことが好きで、英語を自在に話せたが、英語圏以外では現地の言葉をいくつか覚えて、片言であっても現地語を話して現地の文化風習に接するようにしていた。ネイティヴしか行かないような危険地帯にも好んで入って行くことが多かった。
- コンピュータに精通していた。元々は大のアップル（Mac）派だったが、1996年頃からはDOS/V機を自作するようになった。
- 横浜ベイスターズのファンだった。

## 主な作品
- アインシュタインロマン（NHKスペシャルシリーズ）
- 沖縄 大珊瑚礁に潜る（NHKスペシャル）
- 「天女夢幻」池田満寿夫、山口小夜子とのコラボ作品（NHKハイビジョンスペシャル）
- 21世紀 変貌する中国（NHKスペシャルシリーズ）
- 宋姉妹（NHKスペシャルシリーズ）
- 歴史発見(NHK)
- 堂々日本史(NHK)
- ライバル日本史(NHK)
- 人間講座(NHK)
- 名曲アルバム(NHK)編曲
- 世界自然遺産を行く（NHKハイビジョンスペシャルシリーズ、BSデジタル大賞受賞）
- パミール街道（NHKハイビジョンスペシャル）
- ちいさこべ（NHK木曜時代劇）
- 剣客商売シリーズ（フジテレビ）
- 地球をダメにする50のかんたんな方法（NHK土曜ドラマ）
- 竜馬がゆく(TBS)
- おんな太閤記（テレビ東京12時間ドラマ）
- 拝啓 笠智衆 様（NHKスペシャル）
- シリーズ”大学”（NHKスペシャルシリーズ）
- 世界の先生（NHK ETVスペシャルシリーズ）
- 未来潮流(NHK)
- 疾走アジア（NHKスペシャルシリーズ）
- 21世紀のパイオニア（NHKウィークエンドシリーズ）
- 3D立体映像作品、体内アドベンチャー『インナーツアーズ』（NHKエンタープライズ制作）
- ピアノの森（劇場用映画 日本アカデミー賞優秀作品賞受賞）
- あらしのよるに（劇場用映画 日本アカデミー賞優秀作品賞受賞）
- 奇跡の海（劇場用映画）
- あらしのよるに（ミュージカル）
- 愛・地球博シンボルパビリオン グローバルハウス「地球・光あふれる惑星」映像音楽
- うつくしま未来博 未来科学館映像音楽「ビット君の大冒険」
- 開国博Y150 スーパーハイビジョン映像音楽『日本遺産 冬～煌めきの季節～』)22.2chサラウンド（制作NHK放送技術研究所）
- [Ludwig van Beatles]（セントラル愛知交響楽団委嘱作品）
- [オーケストラによるシンフォニックメルヘン”桃太郎”]（神奈川フィル委嘱作品）
- [光子]（東京シティフィル）、（大阪フィル）
- [ROM1]（LSO）”
- [FLANOVA]（マンチェスターチェンバーオーケストラ）
- [A little flatter]（シカゴ、ノースウェスタン大学にて初演）
- [Kids met an Orchestra]（社）日本オーケストラ連盟よりの委嘱作品,
- [空間に点を打つ](percussion gruop'72委嘱作品)
- Forest of the piano,ウラディーミル・アシュケナージによる演奏録音
- Forest of the piano 2台のピアノ8手のための連弾曲
- [Ensemble Sonore Tokyo]（室内楽団）よりの委嘱作品など多数